# Еърбъс А380
Еърбъс А380 (Airbus A380) е двуетажен, широкофюзелажен самолет с четири турбовентилаторни, двуконтурни, реактивни двигателя. Произвежда се от европейския авиационен консорциум Airbus. Еърбъс А380 е най-големият пътнически самолет в света и много летища са обновени с цел да поемат големите му размери. Първият изпитателен полет е на 27 април 2005 от Тулуза, Франция, а първият граждански полет на 25 октомври 2007 от Сингапур до Сидни.
В началото на 90-те години на XX век Еърбъс замисля създаването на конкурент на американския суперлайнер Боинг 747. Старт на проучванията официално е даден през юни 1994 г. На бъдещия самолет е дадено условното означение A3XX (което на 19 декември 2000 г. е променено на A380), обявена е програмата за създаване на самолета, гласуван е бюджет на стойност 8,8 милиарда евро и са обявени 55 твърди поръчки от авиокомпании.
Самолетът е двупалубен, като горната му палуба се простира по протежение на цялата дължина на фюзелажа, с широчина като на широкофюзелажен самолет. По този начин кабината на A380-800 има 478 кв.м площ, което е с 40% повече от втория по големина авиолайнер – Боинг 747 – 8, и осигурява седящи места за 525 души в конфигурация за три класи или повече от 853 места при конфигурация от една икономична класа. А380 има обхват от 15 700 км (8500 nmi; 9800 mi), достатъчен за полет от Ню Йорк до Хонг Конг, и круизна скорост Мах 0,85 (около 900 км/ч или 560 mph; 490 възела).
До август 2019, Еърбъс получават 290 поръчки и са доставили 239 самолета A380. Емирейтс поръчват най-много бройки A380 – 112 броя.
При MTOW (Max Take Off Weight) са му нужни около 2800 метра (8000 фута) за излитане и 2104 метра (6903 фута) за кацане.
През 2019 производството на А380 е спряно.

## Развитие

### Произход
През лятото на 1988 година, група от инженери на Еърбъс начело с Джийн Ройдър стартират работа по таен проект за създаването на авиолайнер с ултрависок капацитет (АУВК), с цел да разширят продуктовата гама на Еърбъс, но и да прекратят доминацията на Боинг в този клас самолети. Доминация, на която Боинг се наслаждава от създаването на своя B747 още през 1970 година. МакДонъл Дъглас неуспешно лансират своя проект за по-малък двупалубен MD-12. Ройдър дава одобрение за по-нататъшна оценка на проекта за АУВК на формална презентация пред ръководството на Еърбъс през юни 1990. Мега-проектът е представен по време на авиошоуто във Фамбъроу през 1990, със заявена цел за 15% по-малки оперативни разходи от конкурентния 747 – 400. Еърбъс организира четири екипа дизайнери, по един от четирите си партньора (Aérospatiale, Deutsche Aerospace AG, British Aerospace, CASA) с цел да предложат своя проект, базиран на нови технологии, за създавенето на бъдещия самолет. Проектите ще бъдат представени през 1992 г. и най-конкурентния проект ще бъде избран за създаването на авиолайнера.
През януари 1993, Боинг и няколко компании от консорциума Еърбъс започват съвместно проучване за въздухоплавателно средство известно като Много Голям Комерсиален Транспорт (МГКТ), с цел да образуват партньорство за споделяне на ограничения пазар. Съвместното проучване е прекратено 2 години по-късно. Боинг се оттеглят, тъй като техните специалисти смятат, че проектът ще надхвърли очакваните 15 млрд. разходи. Въпреки че само две авиокомпании са показали публично своя интерес за закупуване на подобен самолет, Еърбъс вече преследват своя проект за създаването на голям самолет. Аналитиците предполагат, че Боинг ще се откаже от идеята за удължаването на своя 747 и ще се насочи в друга посока. Според тях авиотранспортът ще се отдалечи от идеята за пътуване с големи и малко на брой самолети, а по-скоро ще разчита повече на малки самолети, летящи много по-често.
През юни 1994, Еърбъс представят своя план за създаването на свой собствен много голям авиолайнер, наречен А3ХХ. Еърбъс са обмисляли няколко проекта, включително и странната комбинация от два съединени един до друг фюзелажа на съществуващия А340, който до момента е бил най-големият им самолет. А3ХХ е изправен пред проучването за МГКТ и на разработения от Боинг Нов наследник на 747. От 1997 до 2000, азиатската финансова криза помрачава перспективите на пазара и Еърбъс решава да обнови своя проект, прицелвайки се към 15 – 20% по-ниски оперативни разходи от съществуващия Боинг 747 – 400. Дизайнът на А3ХХ разчита на двупалубен модел, който осигурява много повече пространство за пътниците в сравнение с дотогавашния еднопалубен модел. Еърбъс правят задълбочен маркетингов анализ на пазара и решават да се придържат в съответствие с традиционната централизирана теория, противопоставяща се на теорията за Боинг 777 за директен транспорт от точка до точка.
На 19 декември 2000 година, надзорният съвет на преструкторирания консорциум Еърбъс гласува да се стартира програма на стойност 8.8 млрд. € за създаването на А3ХХ, прекръстен на А380, с 50 твърди поръчки от 6 основни клиента. Наименованието A380 е отклонение от дотогавашното номериране на самолетите от семейството на Еърбъс (до този момент номерацията е вървяла последователно от A300 до A340). Числото 8 в името е избрано не само заради това, че наподобява напречното сечение на двупалубния фюзелаж, но и защото в азиатските страни, от където са основните клиенти на A380, числото 8 е смятано за щастливо число. Конфигурацията на самолета е финализирана в началото на 2001 г. и производството на първия компонент от центроплана на A380 започва на 23 януари 2002 г. Цената за създаването на A380 нараства до 11 млрд. € до завършването на първия самолет.

### Производство
Основните конструктивни части на А380 са създадени във Франция, Германия, Испания и Великобритания. Поради техните размери традиционните методи за транспортиране са неефективни, затова те са пренасяни до хангара за сглобяване (Jean-Luc Lagardère Plant) в Тулуза, Франция чрез специализиран наземен транспорт. Някои части са пренасяни и чрез транспортния самолет Еърбъс A300-600ST Beluga, който е основното превозно средство на части за останалите модели от семейството на Еърбъс. Частите за A380 са осигурени от доставчици от целия свят. Четирите компании с най-големи по стойност доставки са: Rolls-Royce, Сафран, United Technologies и Дженерал Илектрик.
За наземното придвижване на големите структурни компоненти на A380 е създадено специално трасе по вода и земя (Itinéraire à Grand Gabarit). Това налага създаването на флот от фериботи и баржи (RORO), създаването на нови пристанищни съоръжения и изграждането на нови пътища, специализирани за придвижването на извънгабаритни товари. Предната и задната част от фюзелажа са доставяни с един от трите големи ферибота от Хамбург в Северна Германия до Великобритания. Крилата се произвеждат в Бротън в Северен Уелс и след това се транспортират чрез баржи до доковете в Mostyn, където се товарят на кораби.
В Сен Назер, Западна Франция, корабът разменя частите от фюзелажа взети от Хамбург, за по-големи вече сглобени секции, някои от които включват и носа. Корабът разтоварва в Бордо. След това взима секциите от корема и опашката на самолета от пристанището в Кадис (Construcciones Aeronáuticas SA), южна Испания, и ги доставя отново в Бордо. От там частите за A380 се транспортират чрез баржи до Langon и по специализирания път се придвижват до хангара за сглобяване в Тулуза. Частите не се пренасят директно.
След сглобяването си самолетите летят до летището Finkenwerder в Хамбург (XFW) за да бъдат завършени и боядисани. Нужни са 3600 л. боя за да се покрият 3100-те кв. м от повърхността на А380. Еърбъс са предвидили производствените мощности и веригата на доставките, така че да произвеждат 4 самолета А380 на месец.

### Край на производството
През февруари 2019 г. Еърбъс съобщава, че ще спре да произвежда А380 в 2021 г., след като Емирейтс оттегля от експлоатация 39 самолета.

### Тестове
Били са създадени 5 самолета А380 за тестове и демонстрации. Първият А380, обозначен като F-WWOW, е представен на 18 януари 2005 в Тулуза. Първият му полет е осъществен в 10:29 местно време (08:29 UTC) на 25 януари 2005. Този самолет, оборудван с двигатели Trent 900, излита от международното летище на Тулуза, с 6 членен екипаж начело с главен тест пилот Жак Росе. След като кацат 3 часа и 54 минути по-късно, Росе споделя: „Летенето с А380 е като да караш колело“.
На 1 декември 2005, A380 достига своята максимална проектна скорост от Мах 0.96, достига и проектната му круизна скорост от Мах 0.85, спуска се в „плитко гмуркане“ и така завършва изпитанията на летателни режими. През 2006, A380 прави своя първи полет на голяма височина на международното летището Bole в Адис Абеба. Провежда и своя втори височинен полет отново на същото летище през 2009. На 10 януари 2006 г., лети до международно летище José María Córdova в Колумбия, завършвайки трансатлантическия си тест, след това лети до международно летище El Dorado за тестване на работата на двигателите на летища с голяма надморска височина. Лети до Северна Америка на 6 февруари 2006 и каца в Икалуит, Канада за тестване в студено време.
На 14 февруари 2006 при разрушителния сертификационен тест за здравината на крилата на MSN5000, тестовото крило на А380 се проваля на 145% от пределното натоварване – малко по-малко от изискването от 150%. Еърбъс съобщават за модификация, която добавя допълнителни 30 кг в крилата, с което да постигнат желаната здравина. На 26 март 2006, А380 получава сертификат за евакуация в Хамбург. Три дни по-късно, А380 получава одобрение от Европейската агенция по сигурността на полетите (EASA) и Федералната авиационна администрация на Съединените щати (FAA) да превозва до 853 пътници.
Първият A380, използващ двигател GP7200 със сериен номер MSN009 и регистрация F-WWEA, излита на 25 август 2006. На 4 септември 2006, идва ред на първия полет с пътници на борда. Самолетът излита от Тулуза с 474 служители на Еърбъс на борда, в първия от серия полетни тестове за пътническите удобства и комфорт. През ноември 2006, следващите маршрутни тестове показват функционирането на самолета за 150 летателни часа при типични условия на натоварване за самолет от флота на нормална авиокомпания.
Еърбъс получава типови сертификати за моделите А380-841 и А380-842 от EASA и FAA на 12 декември 2006 на церемония във френската централа на компанията, получавайки ICAO код А388. Моделът А380-861 получи типов сертификат на 14 декември 2007.

### Закъснения на производството и доставките
Първоначалното забавяне на производството на А380 се дължи на 530-те км. (330 mi) кабели на борда на всеки самолет. Еърбъс определя като основна причина сложността на окабеляването на кабината (98 000 кабела и 40 000 конектора), едновременното проектиране и производство, високото ниво на персонализация за всяка авиокомпания и повредите в управлението и контрола над системите. Немските и испанските производствени отдели на Еърбъс работят със системата за автоматизирано проектиране CATIA версия 4, а английските и френските отдели ползват CATIA версия 5. Това е предизвива общи конфигурационни проблеми на управлението, поне отчасти, защото кабелите, произведени чрез използването на алуминий, а не на мед, налагат специални правила за проектиране, включително нестандартни размери и радиуси на огъване. Трудността е в това, тези разлики да бъдат отчетени от различните версии на софтуера.
Еърбъс оповестява първото забавяне през юни 2005 и съобщав на авиокомпаниите, че доставките ще бъдат забавени с шест месеца. Това намалява плануваните доставки до края на 2009 от около 120 на 90 – 100 броя. На 13 юни 2006, Еърбъс съобщава за второто забавяне, с което доставките ще се забавят с още шест или седем допълнителни месеца. Въпреки че първата доставка все още е планувана за преди края на 2006, доставките за 2007 са намалени на само 9 самолета, а съответно доставките до края на 2009 до 70 – 80 самолета. Това предизвиква спад в акциите на Еърбъс с 26%, което довежда до напускането на изпълнителния директор на EADS Noël Forgeard, изпълнителния директор на Еърбъс Gustav Humbert и на ръководителя на проекта А380 Charles Champion. На 3 октомври 2006, след извършване на проверка на проекта А380, изпълнителният директор на Еърбъс Christian Streiff обявява третото закъснение, измествайки първата доставка за октомври 2007, следвана от тринадесет доставки през 2008, 25 през 2009 и достигане на пълната продуктивност от 45 самолета на година през 2010. Също така забавянето увеличава предвиденият от Еърбъс приходен дефицит до на 2010 г. на 4,8 млрд.€.
След като Еърбъс поставя по-голям приоритет за работата по A380-800 спрямо товарния вариант А380F, поръчките за транспортната версия на самолета са прекратени от FedEx и UPS или променени на А380-800 от Emirates и ILFC. Еърбъс спира работата по товарната версия, но съобщават. че тя остава в оферта дори и без обявена дата за пускане в експлоатация. За пътническата версия Еърбъс договаря променен график за доставки и компенсации за 13-те клиента, които запазват своите поръчки, някои от тях дори пускат допълнителни поръчки (Emirates, Singapore Airlines, Qantas, Air France, Qatar Airways и Korean Air).
На 13 май 2008, Еърбъс съобщават, че намаляват доставките за 2008 на 12 броя, а за 2009 – на 21 броя. След допълнителни пречки, появили се по време на производствения процес, Еърбъс обявяват, че ще доставят 14 самолета А380 през 2009, което е далеч по-малко от предварителните им планове. В крайна сметка през 2009 Еърбъс успяват да завършат едва 10 самолета А380. През 2010 Еърбъс успяват да доставят само 18 от очаквани 20 самолета, поради проблеми в двигателите Rolls-Royce. Еърбъс планират да доставят „между 20 и 25“ А380 през 2011 г. преди да достигнат по 3 броя на месец през 2012. В действителност, Еърбъс доставят 26 броя, като по този начин за първи път изпълняват предварителния график. Също така до 12 юли 2012 те достигат производство от 3 броя на месец. Сред производствените проблеми са: разнообразният интериор, интериорът се поставя последователно, а не едновременно, както при по-малките самолети и също така на появилите се синдикални и правителствени протести и възражения.

### Въвеждане в експлоатация
Наречен от медиите Супер Джъмбо, първият А380 – MSN003 (с регистрация 9V-SKA) е доставен на Singapore Airlines на 15 октомври 2007 и влиза в експлоатация на 25 октомври 2007 с полетен номер SQ380 от Сингапур до Сидни. Всички пътници купуват своите билети на благотворителен онлайн търг на цени между 560 $ и 100 380 $. Две месеца по-късно изпълнителният директор на Singapore Airlines, Chew Choong Seng заявява, че А380 се представя технически по-добре от очакванията на Еърбъс, като изгаря 20% по-малко гориво на човек, сравнявайки разхода на самолета с този на самолетите Боинг 747 – 400 от флота на Singapore Airlines. Тим Кларк от „Емирейтс“ твърди, че А380 е по-икономичен при скорост от MAX 0.86, отколкото при скорост от MAX 0.83.
„Емирейтс“ са втората авиокомпания, която получава първия си А380. Използват го за обслужване на полети от Дубай до Ню Йорк от август 2008. Следващите, получили своя първи А380 на 19 септември 2008 са Qantas. Те започват полети от Мелбърн до Лос Анджелис през октомври 2008. До края на 2008, 890 000 пътници, от 2200 полета са летели 21 000 часа на борда на А380.
През февруари 2009, едномилионният пътник лети на борда на А380, собственост на Singapore Airlines. До май 2009, 1 500 000 души от 4200 полета са летели общо 41 000 часа. Air France получават своя А380 през октомври 2009, а Lufthansa получават своя през май 2010. До юли 2010, тридесет и първият А380, влязъл в употреба е транспортирал 6 милионния пътник. 6 милиона пътника, 17 000 полета, 156 000 часа из между 20 международни дестинации.
Стотният А380 излиза от хангара на Еърбъс на 14 март 2013 и е доставен на Malaysia Airlines.

### Първи проблеми
След инцидент поради отказ на двигателите на полет 32 на Qantas, в последвалия ремонт са открити пукнатини във фитингите на крилата. В резултат на това, през януари 2012, EASA издава директива за летателна годност за 20 самолета А380, които са натрупали над 1300 летателни часа. За самолети А380, които са с под 1800 летателни часа, се налага инспекция до 6 седмици или 84 полета, за самолети с повече от 1800 летателни часа се налага инспекция максимум до 4 дни или до 14 полета. Дефектиралите фитинги са заменени, спазвайки инструкциите за запазване на структурната цялост. На 8 февруари 2012, проверките са увеличени, обхващайки всички 68 самолета А380, въведени в експлоатация дотогава. Откритите проблеми се смятат за минимални и не се очаква да засегнат безопасността на полетите. EADS потвърждава, че разходите по ремонта и подмяната на дефектиралите елементи ще струва на Еърбъс над 130 млн. $. Еърбъс съобщава, че според тях дефектът се дължи на умора на материала, от който са направени фитингите. Освен това, големите авиокомпании са поискали обезщетение от Еърбъс за пропуснатите ползи в периода, в които самолетите им са били на земята до отстраняването на проблемите. В по-нататъшното производство, Еърбъс използват различен вид подобрена алуминиева сплав, така че този проблем да бъде избегнат при самолетите, доставени след 2014 година.

## Проектът

### Преглед
Първоначално Еърбъс предлагат на пазара два модела А380. Моделът А380-800 в оригинална конфигурация е с три класи и разполага с места за 555 пътници или с 853 места (538 на главната палуба и 315 на горната) при конфигурация с една икономична класа. През май 2007 започват предлагането на нова конфигурация с 30 места по-малко (525 места в три класи), но имаща по-голям с 370 км обхват, реагирайки на по-високото търсене на места от бизнес класата. Моделът А380-800 е проектиран с обхват от 15 400 км и е способен да прелети разстоянието от Ню Йорк до Хонг Конг или от Сидни до Истанбул без междинни кацания. Вторият модел А380F е транспортен. Той може да пренася 150 тона товари на разстояние 10 400 км без междинни кацания. Производството на транспортния модел е забавено от Еърбъс, давайки предимство на пътническия модел. Вследствие на това поръчките за транспортния модел са отменени. А380-900 може да е един от бъдещите модели на Еърбъс и се очаква да бъде удължена версия на дотогавашните модели с капацитет за 656 души (или повече от 960 места при конфигурация от една икономична класа). Друг възможен вариант е модел с удължен обхват и със същия капацитет като на модела А380-800.

Липсата на шум от двигателя е направо зловеща – той е 50% по-тих от B747-400 по време на излитане. A380 е толкова голям, че е невъзможно да усетиш скоростта, горната палуба е толкова надалеч от двигателите, че звукът напълно изчезва.
—списание Time, 
Крилото на А380 е оразмерено за максимално излетно тегло (MTOW) от повече от 650 тона, предвидено така с цел да понесе натоварването от бъдещите по-големи модели на самолета, но въпреки това за следващите модели ще бъде необходимо да се добавят и някои допълнителни укрепващи елементи. Оптималният размах на крилете, необходим за тегло като това е 90 м., но изискванията на летищата налагат максимален размер от 80 м. Това увеличава разхода на гориво с около 10% и увеличава производствените разходи с няколко процента.
Видът и размерите на крилото допринасят за намаляването на горивната ефективност (поради теглото му) на пътническия модел А380-800, но от Еърбъс са изчислили, че въпреки големите размери самолетът ще бъде с много по-ниски оперативни разходи на човек от 747 – 400 и от по старите модели 747, благодарение на новите технологии, които се използват в А380. В конструкцията на А380 са заимствани и типичните за моделите А310 и А320 „wingtips“ (специфичното подгъване на краищата на крилете), намаляващи драстично челното съпротивление, което увеличава горивната ефективност и подобрява цялостната производителност на самолета.

### Двигатели
А380 се предлага с два типа турбовентилаторни, двуконтурни, реактивни двигатели, Rolls-Royce Trent 900 (за модели А380-841, -842 и -843F) или Engine Alliance GP7000 (за модели А380-861 и -863F). Двигателят Trent 900 е произведен на базата на Trent 800, а двигателят GP7000 е заимстван от двигателите GE90 и PW4000. Ядрото на Trent 900 е уголемена версия на Trent 500, но е взел вентилатор от новата технология, използвана при нереализирания прототип Trent 8104. GP7200 притежава преработено ядро от GE90, преработен вентилатор от PW4090 и турбокомпресор за ниско налягане. Намаляването на звука е много важно изискване при създаването на А380 и отчасти оказва влияние и върху дизайна му. И двата модела двигатели позволяват самолета да е доста под лимитите QC/2 за излитане и QC/0.5 за кацане, наложени от Quota Count system наложени от летище Хийтроу в Лондон, летище, което е една от основните дестинации за А380. За своите постижения в намаляването на шума А380 получава и награда.
В първоначалните планове за А380 е планирано да е без реверс на тягата, разчитайки на това, че увеличената сила в спирачната система ще е напълно достатъчна. Въпреки това в по-късните етапи на разработването от Еърбъс решават да оборудват двата вътрешни двигателя с реверс. Двата външни двигателя обаче нямат реверс на тягата, намалявайки количеството отломки, издухани от пистата и около нея по време на кацане. Реверсът на тягата на А380 е електрически задвижван и за разлика от другите методи за задвижване (хидравличен и пневматичен) значително спестява теглото.
А380 демонстрира качествата на синтетичните горива, включващи в себе си нормално самолетно гориво и компоненти от преработен природен газ. На 1 февруари 2008, А380 прави демонстрационен, тричасов полет от Англия до Франция, през които един от двигателите му работи със смес от 60% керосин и 40% втечнен природен газ (GTL), гориво, доставяно от Шел. Самолетът няма нужда от специални модификации за да лети с GTL гориво, то е създадено да бъде смесвано с керосин. Sebastien Remy, ръководител на програмата за алтернативни горива на Еърбъс (SAS’s) заявява, че от екологична гледна точка GTL не е по-чисто гориво от керосина, но има частични ползи за качеството на въздуха защото не съдържа сяра.
Спомагателният захранващ блок включва спомагателната силова установка (APU), електронната контролна кутия (ECB) и монтажния софтуер. Моделът APU, които се използва на борда на А380 е PW 980A. Това е най-мощното APU в света. Осигурява 1800 конски сили, което е с 20% повече от най-мощното APU, ползвано дотогава.
APU предимно осигурява въздух за задвижването на системата за анализ на земята (AGS) и също така се използва и за стартиране на двигателите. AGS е полуавтоматична система за анализ на полетна информация, която помага да се оптимизира управлението на поддръжката и намаляването на разходите. Чрез APU се задвижват и електрическите генератори, които задвижват спомагателната силова установка на борда на самолета.

### Нови технологии
Докато голяма част от фюзелажа е от алуминий, 20% от корпуса на А380 е съставен от композитни материали. Въглеродни нишки, фибростъкло и кварц-фиброви пластмаси са широко използвани при направата на крилата, секциите на фюзелажа (колесници и задната част на фюзелажа), опашните плоскости и вратите. А380 е първият самолет в света, чийто центроплан е направен от въглеродни нишки. Също така е първият, който има крило с гладки контури на напречното сечение. Крилата на другите самолети са разделени на секции. Чрез технологията с гладки контури потокът, който обтича крилата е постоянен и оптимизира аеродинамичната ефективност. За изработването на атакуващия ръб на предкрилките са използвани термопластни материали. Композитният материал GLARE (съставен от няколко слоя алуминий, епоксидна смола и фибростъкло) е използван за направата на горната част на фюзелажа и на атакуващия ръб на стабилизаторите. GLARE е много по-лек, има много по-добра корозионна устойчивост и има по-висока устойчивост на удар, сравнен с конвенционалните алуминиеви сплави, които се използват в авиацията. За разлика от обикновените композитни материали, GLARE могат да бъдат поправени с конвенционалните техники за ремонт на алуминий.
Използвани са и нови заваряеми алуминиеви сплави. Това дава възможност за широкото използване на лазерно заваряване в производствената технология, елиминирайки необходимостта от нитове, олекотява и заздравява конструкцията. Високо-якостният алуминий (тип 7449), подсилен с въглеродни нишки е използван за направата на закрепващите скоби на крилото в първите 120 самолета А380 с цел намаляване на теглото, но впоследствие са открити пукнатини в тях и е решено за направата на проблемните скоби да се използва обикновен алуминий (тип 7010), увеличаващ масата на самолета с 90 кг. Разходите по подмяната се очаква да бъдат около 500 млн.€ (629 млн. $).

### Авионика
А380 използва мрежа от интегрирана модулна авионика (IMA), използвана за първи път в иновативните военни самолети F-22 Raptor, F-35 Lightning II и Dassault Rafale. Основната IMA система на А380 е разработена от Thales Group. Проектирана и изработена от Еърбъс, Thales и Diehl Aerospace IMA, системата за пръв път е използвана на борда на А380. Системата е технологична иновация, представляваща мрежа от свързани компютърни модули, които спомагат за извършването на различни операции. Комуникационната инфраструктура е Avionics Full-Duplex Switched Ethernet, една реализация на ARINC 664. Базирана е на стандарта 100baseTX fast-Ethernet. Чрез така реализираната комуникационна инфраструктура се намалява обемът на нужното окабеляване и се увеличава бързодействието.
Използвайки същото оформление на кокпита, същите процедури и характеристики за управление за А380 като на останалите самолети от фамилията си, Еърбъс значително намаляват разходите за обучение на полетните екипажи. А380 има подобрена стъклена кабина, използва и нова технология за електронно управление чрез джойстик. В кокпита има 8 LCD дисплея с размери 15 на 20 см, всички с еднакви форми и взаимнозаменяеми. Дисплеите са оборудвани с тъчскрийн технологии и с QWERTY клавиатури.

Мрежовият сървър (NSS) е сърцето на „безкнижния“ кокпит на А380, елиминиращ традиционно използваните обемисти ръководства и диаграми. NSS има достатъчно надеждност, за да елиминира нуждата от резервни копия на полетната документация. Сървърът на А380 съхранява информацията и предлага електронна документация, осигуряваща необходимото оборудване, навигационни карти, изчислителна работоспособност и полетен дневник. Сървърът се управлява от многофункционален дисплей, управляван чрез клавиатура. Актуатори с електрическо задвижване за пръв път са използвани в гражданската авиация като запасна система на хидравличното задвижване. Също така при определени маневри, те биват използвани за подсилване на главните задвижващи системи. Могат да имат самостоятелно хидравлично или електрическо захранване. Електро–хидростатично задвижване (EHA) се използва за задвижване на 
 елероните, елеваторите, спойлерите и предкрилките.
Хидравличната система на А380 работи с налягане от 350 бара (35 MPa), което е много по-високо от налягането от 210 бара (21 MPa), използвано при повечето комерсиални самолети от 1940 година насам. За първи път използвани на военните самолети, хидравличните системи с високо налягане намаляват теглото и размерите на тръбите, предавките и свързаните с тях компоненти. 350-те бара налягане се генерират от осем превключващи помпи. Хидравличните тръбопроводи обикновено са направени от титан; системата работи както с горивно, така и с въздушно охлаждане. Самостоятелното електрическо задвижване на хидравличните агрегати служи като резерва за основната система вместо цялостна вторична система. Това спестява тегло и намалява поддръжката.
А380 използва четири генератора с мощност 150 kVA и променлива честота, избягвайки необходимостта от редуктор и повишавайки надеждността. Вместо медни захранващи кабели, А380 използва алуминиеви, което намалява теглото. Електрическата система е напълно компютъризирана, като много контактори и превключватели са заменени от електронни устройства за по-добра производителност и по-голяма надеждност.

### Пътници
В пътническия салон се поддържа по-високо налягане и по-ниски нива на шум от предишните поколения самолети на Еърбъс. Налягането на борда на А380 е с еквивалентно на това на височина от 1520 м, докато еквивалентната височина на борда на прекия му конкурент B747-400 е 2440 м. Спрямо конкурента си B747-400, А380 разполага с 50% по-ниско ниво на шум, 50% по-голяма площ и обем на кабината, по-големи прозорци, по-големи багажни отделения за ръчен багаж и е с 60 см. по-висока кабина. Разположението на седалките е по 4 на ред при първа класа и по 11 на ред при икономична класа. На борда на другите самолети пътниците разполагат със седалки с размери от 41,5 до 52,3 см. широчина, а на борда на А380 седалките са широки 48 см. За сравнение широчината на седалките на B747-400 е 44,5 см.
Две стълбища, долно и горно, достатъчно широки за разминаването на два пътника, свързват долната и горната палуба на А380. Използването на две стълбища в двата края на самолета освобождава достатъчно пространство за различни конфигурации на пътническия салон. Еърбъс получават сертификат за превозването на 853 пътници. Това е и максималният брой пътници, които могат да пътуват на борда му при конфигурация от една икономична класа. Основната конфигурация, която Еърбъс избират е за 525 пътници; 10 в първа класа, 76 в бизнес класа и 439 в икономична класа. Някои авиокомпании предпочитат пътническият салон да е с различна конфигурация (Korean Air разполагат със самолет с конфигурация за 407 пътници, Air Austral разполагат с конфигурация за 840 пътници. За интериора на кокпита, кабината и каргото на А380 се използва светодиодно осветление, което може да бъде настроено така, че да имитира дневна, нощна светлина или междинна светлина. За външни светлини на самолета се използват високоразрядни лампи (HID), които светят с много ярка светлина.
В своето представяне в пресата, от Еърбъс наблягат на комфорта и пространството, което техният А380 може да предложи с възможността на борда да се разположат зони за релакс като барове, салони за красота, безмитни магазини и ресторанти. Предложените удобства наподобяват тези, които са били разположени на борда на ранните самолети, особено широкофюзелажните джетове от 1970 година, които впоследствие отстъпват позиции на самолетите с конфигурации за по-голям брой пътници. От Еърбъс признават, че някои от екзотичните им предложения може би никога няма да бъдат реализирани и че все пак решението как да бъде организиран интериора зависи от избора на авиокомпанията, която ще оперира с него. Анализаторите на пазара предполагат, че персонализирането на всеки самолет значително е забавило скоростта на производство и е увеличило разходите. Поради забавянето на доставките, Singapore Airlines и Air France са решили да представят за пръв път своите идеи за конфигурация на салона на борда на друг самолет, а не на А380.
Първоначално, операторите конфигурират своите А380 за три класи, като добавят допълнителни екстри за пътниците в първа класа. Компанията, получила първа своя А380, Singapore Airlines, представя през 2007 година своя самолет с частично отделени „апартаменти“ в първа класа, като във всеки „апартамент“ има кресло облечено в кожа и единично легло; централната част в „апартамента“ може да се махне и свързвайки креслото и леглото се получава голяма спалня. Година по-късно, Qantas представят първата си класа с кресла-легла и кът с дивани в предната част на горната палуба на своя самолет. В края на 2008, Emirates представят своята първа класа оборудвана с душове и сепарета около лоби бар на горната палуба. През 2009, Air France представят електронна галерия на борда на своя А380. Като допълнение в някои от самолетите са добавени удобства в съответствие с удобствата, които авиокомпанията оператор е оборудвала и други самолети от своя флот (например снекбарове на самообслужване).

## Интеграция спрямо инфраструктурата и правилата

### Наземни оператори
През 1990 година производителите на самолети планират създаването на самолет по-голям от Боинг 747. С помощта на Международната организация за гражданска авиация (ICAO), производителите, летищата и държавните агенции, е решено да бъде създаден „80-метров прозорец“, т.е. летищните терминали да се приспособят така, че да могат да приемат самолети с размах на крилете до 80 метра. Еърбъс проектират своя А380 спрямо тези указания, също така те могат да кацат безопасно на писти от тип V и да рулират на рульожки с ширина 60 метра. Първоначално американската асоциация, FAA, се противопоставя на това, но през юли 2007 заедно с EASА дават разрешение, самолетите А380 да могат да оперират и на летища с рульожки широки едва 45 метра без ограничения.
А380 е с около 30% по-големи размери от размерите на B747-400. Налага се осветлението на пистите и означенията по тях да бъдат променени, за да не бъдат повредени от реактивната струя на двигателите. Пистите, ръкавите на пистите и ръкавите на рульожките трябва да бъдат обезопасени, така че да се намали вероятността за повреда от чужди тела, издухани от външните двигатели на самолета, които се намират на повече от 25 м от централната ос на самолета. За сравнение това разстояние при B747-400 и B747-8 e 21 м.
От Еърбъс измерват натоварването върху пистата, като използват стенд с тегло от 540 тона, наподобяващ теглото на А380. Стендът е по пистата на Еърбъс, оборудвана със специални тегловни сензори. Изчислили са, че повечето писти по света нямат нужда от подсилване, за да понесат голямото тегло на А380, тъй като то е разпределено на по-голям брой колесници – 22 на брой. Ходовата част на А380 се състои от 4 основни и един носов колесник, същата конфигурация като на B747, но при А380 двата вътрешни основни колесника са с по 6 гуми.
За да достигне максималната си ефективност, на А380 са му необходими асансьори, по които пътниците се качват на борда на самолета, способни да достигнат до горната му палуба и влекачи с по-голяма мощност. Използвайки 2 асансьора за пътници, времето за качването на пътниците е 45 мин., а при наличие на асансьор за горната палуба времето се намалява до 34 мин. Тестовият А380 участва в поредица тестове за съвместимост на някои големи летищата, в които са били въведени тези допълнителни модификации.

### Сепарация за излитане и кацане
През 2005, ICAO препоръчва сепарацията за А380 при излитане и кацане да бъде значително по-голяма от тази при B747, поради данните от предварителните тестове, показващи наличието на по-висока турбуленция. Тези критерии са в сила, докато представители на редица организации (JAA, Eurocontrol, FAA) и Еърбъс не представят резултатите от своето 3-годишно проучване по този въпрос. През септември 2006, работна група представя своите заключения на ICAO.
През ноември 2006, ICAO издава нови препоръки. Те променят изискването за празен коридор от 19 км за самолети, следващи А380 по време на заход за кацане. Новите изисквания за сепарация са 11 км, 15 км и 19 км, съответно за самолети от тип „Тежък“, „Среден“ и „Лек“ (по категоризацията на ICAO). А380, следващ друг А380 трябва да поддържа сепарация от 7,4 км. При кацане след А380 на самолет от категория „Тежък“ самолет се изисква изчакване от 2 минути, а за категории „Среден“ и „Лек“ – 3 минути. ICAO препоръчва на пилотите на А380 да използват позивна за въздухоплавателно средство „Супер“, когато започват комуникация с ръководството на въздушното движение. Това се изисква, за да се разграничи А380 от самолетите тип „Тежък“.
През август 2008, ICAO въвежда промени в препоръките за сепарация от 7,4 км за тип „Супер“, 11 км за тип „Тежък“, 13 км за тип „Среден“ и 15 км за тип „Лек“. През ноември 2008 след възникване на инцидент на успоредна на пистата рульожка, причинен от странични ветрове, австралийските власти въвеждат още промени в тези препоръки.

## Бъдещи варианти

### Подобрен А380-800
Еърбъс планира да въведе нов производствен стандарт за А380, включващ подсилени рамки на корпуса и увеличение на стреловидността с 1,5°. Също така Еърбъс планират да предложат като опция увеличение на максималното излетно тегло, което ще повиши полезния товар и производителността. Максималното излетно тегло ще е увеличено с 4 тона (8800 lb), до 573 тона (1 263 000 lb), и обхватът ще е увеличен със 190 км. Това се постига чрез намаление на обема на багажите на пътниците и оптимизирането на електрическите управляващи системи на борда на самолета. British Airways и Emirates са едни от първите авиокомпании, които ще получат тези опции. Интерес към модела с повишено излетно тегло проявяват и от Vietnam Airlines.

### А380-900
През ноември 2007, изпълнителният директор по продажбите на ключови клиенти и главен оперативен директор John Leahy потвърждава плановете за уголемен вариант, А380-900, с повече пространство за пътници от А380-800. Тази версия трябва да има капацитет от 650 пътници при конфигурация за три класи и около 900 пътници при конфигурация за една класа. Авиокомпаниите, проявили интерес към този модел са Emirates, Virgin Atlantic, Cathay Pacific, Air France-KLM, Lufthansa, Kingfisher Airlines и лизинговата компания ILFC. През май 2010 е обявено, че производството на А380-900 ще бъде отложено, докато производството на А380-800 не се стабилизира.

### A380F
Първоначално от Еърбъс приемат поръчки за карго версията на А380. Карго версията е на второ място в света по обем на полезния товар, изпреварен единствено от Антонов Ан-225. Аерокосмическите специалисти изчисляват, че А380F ще има със 7% по-голям полезен товар и по-голям обхват от 747-8F, но ще има и по-високи пътни разходи. Въпреки това производството му е прекратено, докато производствените линии за А380 не се освободят.

### A380нео
На 15 юни 2015 е съобщено, че Еърбъс е планирала да направи нова версия на А380 за поне шест клиенти.

## Пазар
През 2006 година анализаторите на индустрията Philip Lawrence от аерокосмическия изследователски център в Бристол и Richard Aboulafia, консултант в Teal Group в Fairfax, предвиждат 880 продажби на А380 до 2025 година. Съобразявайки се с Lawrence, успоредно с проектирането на А380, Еърбъс правят и най-широкия и задълбочен финансов анализ на пазар на търговския въздушен транспорт провеждан някога. Този анализ оправдава плановете на Еърбъс за производството на VLA [Very Large Aircraft – много голям самолет (самолет с капацитет над 400 пътници)]. Според анализа на Aboulafia, за нуждите на пазара ще са необходими повече средни по големина самолети и създаването на VLA е неоправдано.
През 2007 година, Еърбъс прогнозират, че ако претоварването на летищата се запази на същото ниво като дотогава, то търсенето на самолети от категория VLA за следващите 20 години ще се увеличи с 1283 самолета. Според тяхната прогноза, ако претоварването се увеличи, то търсенето на самолети от категория VLA ще достигне до 1771 самоелта. До голяма степен разрастването на този пазар ще се дължи на урбанизацията и икономическият разстеж в Азия. Самолетите А380 ще се използват за малко на брой дестинации, но ще свързват най-натоварените летища. Еърбъс предвиждат и увеличение с 415 самолета в пазара на карго самолети в категория 120+ тона. Анализаторите на пазара от конкурентната фирма Боинг, също предвиждат ръст на пазара на VLA за периода 2007 – 2026, но според тях търсенето на пътнически самолети от този клас ще се учеличи с 590 броя, а на карго самолетите с 370 броя.
По това време се говори за А380 като за потенциален заместител на Боинг VC-25 (по-известен като Air Force One – правителственият самолет на САЩ). През януари 2009 година от Еърбъс отричат тези предположения, като отказват участие в наддаването за създаване на заместител на VC-25. Те обявяват, че няма финансов смисъл в това да сглобят само три самолета на територията на САЩ.
От Еърбъс първоначално прогнозират, че изплащането на проекта А380 ще бъде постигнато при продажбата на 270 самолета, но поради забавянията и спада във валутния курс на щатския долар, числото нараства до 420 самолета. През 2010 година, изпълнителният директор на Еърбъс, Peter Ring, казва, че този момент ще настъпи през 2013 година, когато въпреки всичките проблеми и закъснения, ще има реализирани около 200 доставки. През 2012, от Еърбъс поясняват, че през 2015 производствените разходи за направата на един А380 ще бъдат по-малки от продажната му цена.
Към март 2010 средната пазарна цена на един А380 е 375,3 млн. щ.д (около 261 млн. евро) в зависимост от инсталираното оборудване. Към юли 2012 цената му е 390 млн. щ.д., но договорените отстъпки правят цената му значително по-ниска и някои експерти в този сектор поставят въпроса дали проектът А380 някога ще се изплати.

### Поръчки и доставки
До април 2017 деветнадесет компании са поръчали общо 317 самолета А380. Най-големият клиент са Emirates, който до април 2017 е поръчал или подготвил поръчки за общо 142 самолета А380. За карго версията A380F има 27 поръчки, но когато Еърбъс обявяват отлагането на производството им, 20 от тях са отказани, а 7 поръчки са променени на А380-800.
Доставките се извършват в Хамбург за клиенти от Европа и Близкия изток, и в Тулуза за клиенти от останалата част на света.
Еърбъс очакват забавяне на доставките през 2013, за да се въведат някои корекции в производството, поради пукнатините, открити в крилата на произведените дотогава самолети.

### Оператори
До 30 април 2017, 13 оператора са въвели в експлоатация 210 самолета. Това са:
- Singapore Airlines – първи полет на 25 октомври 2007
- Emirates – първи полет на 1 август 2008
- Qantas – първи полет на 20 октомври 2008
- Air France – първи полет на 20 ноември 2009
- Lufthansa – първи полет на 6 юни 2010
- Korean Air – първи полет на 17 юни 2011
- China Southern Airlines – първи полет на 17 октомври 2011
- Malaysia Airlines – първи полет на 1 юли 2012
- Thai Airways – първи полет на 6 октомври 2012
- British Airways – първи полет на 2 август 2013
- Asiana Airlines – първи полет на 13 юни 2014
- Qatar Airways – първи полет на 10 октомври 2014
- Etihad Airways – първи полет на 27 декември 2014

Най-краткият редовен маршрут на А380 е на авиокомпанията China Southern – 1202 км (747 miles) от Гуанджоу (Baiyun International Airport) до Шанхай (Pudong International Airport). Полетът продължава средно 2 часа и 20 минути. Най-дългият полет на А380 е на авиокомпанията Qantas – 12 747 км. (7921 miles) от Лос Анджелис (International Airport) до Мелбърн (International Airport), полетът продължава средно 15 часа и 50 минути. В средата на 2010, Air France са имали дори по-кратък маршрут за А380 – 344 км от Париж до Лондон, но впоследствие е бил заменен с друг по-малък самолет.
Дати на първи доставки:
- Singapore Airlines – 25 октомври 2007;
- Emirates – 1 август 2008;
- Qantas – 20 октомври 2008;
- Air France – 20 ноември 2009;
- Lufthansa – 6 юни 2010;
- Korean Air – 17 юли 2011;
- China Southern Airlines – 17 октомври 2011;
- Malaysia Airlines – 1 юли 2012;
- Thai Airways International – 6 октомври 2012;
- British Airways – 31 юли 2013.

На 14 февруари 2019 г. „Еърбъс“ обявява, че спира производството на А380 поради лиса на продажби. Планът е до 2021 година да бъдат произведени още 17 самолета.
До август 2019, Еърбъс получават 290 поръчки и са доставили 239 самолета A380. Emirates поръчват най-много бройки A380 – 112 броя.
Поръчани и доставени самолети по години (актуални към 20 август 2019)
|           |          | 2001 | 2002 | 2003 | 2004 | 2005 | 2006 | 2007 | 2008 | 2009 | 2010 | 2011 | 2012 | 2013 | 2014 | 2015 | 2016 | 2017 | 2018 | 2019 | Общо |
| --------- | -------- | ---- | ---- | ---- | ---- | ---- | ---- | ---- | ---- | ---- | ---- | ---- | ---- | ---- | ---- | ---- | ---- | ---- | ---- | ---- | ---- |
| Поръчани  | A380-800 | 78   | -    | 34   | 10   | 10   | 24   | 33   | 9    | 4    | 32   | 19   | 9    | 42   | 13   | 2    | -    | -2   | 4    | -31  | 290  |
| Поръчани  | A380F    | 7    | 10   | -    | -    | 10   | -17  | -10  | -    | -    | -    | -    | -    | -    | -    | -    | -    | -    | -    | -    |      |
| Доставени | A380-800 | -    | -    | -    | -    | -    | -    | 1    | 12   | 10   | 18   | 26   | 30   | 25   | 30   | 27   | 28   | 15   | 12   | 5    | 239  |

## Инциденти и аварии
До юни 2017 г. нито един А380 не е претърпял авиационно произшествие, в което самолетът да е бил напълно разрушен.
На 4 ноември 2010 г. полет 32 на Qantas от Сингапур до Сидни претърпява авария в двигателя, последван от редица свързани проблеми, които принуждават екипажа да се върне обратно в Сингапур. Въпреки падналите отломки върху индонезийския остров Батам, не е имало нараняване на пътници, екипажа или на хора на земята. Още на същия ден Qantas оставят на земята всичките си самолети А380 за провеждане на вътрешно разследване на двигателите на производителя Rolls-Royce. Двигателят GP7000 не е засегнат от тази проверка, но другият модел Trent 900 е подложен на щателна инспекция. Следователите откриват, че причината за повредата е вследствие на теч на масло в двигателя. Същият проблем е открит и при останалите двигатели от този модел. От Rolls-Royce нареждат всички двигатели да бъдат променени, в това число половината от флота на Qantas. Ремонтът и подмяната струват около 145 млн. долара.

## А380 в България
На 16 октомври 2016, след дълга подготовка, българският пилот Марио Бакалов и неговият екипаж кацат с А-380 в София на демонстрационен полет, придружени от 3 самолета МиГ-29 на ВВС. Хиляди хора се събират на и около летище София, за да наблюдават кацането и три часа по-късно излитането на самолета гигант.